# Noordeinde (Waddinxveen)
Noordeinde is een buurtschap in de gemeente Waddinxveen. Het ligt tussen Boskoop en Waddinxveen en naast het Gouwebos. In Noordeinde liggen een paar boerderijen.
De buurtschap bestaat uit een weg het "Noordeinde". Het in 2016 voltooide recreatiegebied Bentwoud ligt ten westen van de weg. Dat zal rond 2030 volledig zijn begroeid.
Dorp: Waddinxveen

Buurtschappen: Donderdam (deels) · Kop van Bloemendaal · Middelburg (deels) · Noordeinde

Voormalige buurtschappen: Noordkade · Zuid-Gouwkade 

 Voormalige gemeentes: Broek, Thuil en 't Weegje · Noord-Waddinxveen · Zuid-Waddinxveen

Zuid-Holland: Steden en dorpen      Nederland: Provincies · Gemeenten